# 1323 Tugela
1323 Tugela (1934 LD) là một tiểu hành tinh nằm phía ngoài của vành đai chính được phát hiện ngày 19 tháng 5 năm 1934 bởi C. Jackson ở Johannesburg (UO).